# Karl von Müller
Karl Friedrich Max von Müller (ur. 16 czerwca 1873 w Hanowerze, zm. 11 marca 1923 w Brunszwiku) – oficer niemieckiej Cesarskiej Marynarki Wojennej z okresu I wojny światowej, komandor, dowódca krążownika lekkiego SMS „Emden”.

## Kariera wojskowa
Karl von Müller był synem pułkownika pruskiej armii, uczestnika zwycięskiej dla Niemiec wojny z Francją, toczonej w latach 1870–1871. Chodził do gimnazjum w Hanowerze, a następnie uczył się w Kilonii. Potem uczęszczał do Akademii Wojskowej w Plön w Szlezwiku-Holsztynie, po czym wstąpił do pruskiej armii. W roku 1891 przeniósł się do Cesarskiej Marynarki Wojennej. Z początku, jego kariera w Kaiserliche Marine, rozwijała się powoli, a on sam był często przenoszony z jednego okrętu na inny. Zaczynał na jednostce szkolnej „Stosch”, po czym służył na fregacie „Gneisenau” w czasie rejsu do Ameryki. W październiku 1894 został oficerem sygnałowy na fregacie „Baden”. Później pełnił tę samą funkcję na siostrzanym okręcie „Badena” – „Sachsen”. Następnie, awansowany na porucznika marynarki rozpoczął dwuletnią służbę na kanonierce „Schwalbe”, stacjonującej u wybrzeży Niemieckiej Afryki Wschodniej. Tam zachorował na malarię. Skutki tej choroby odczuwał potem do końca swojego życia. Po powrocie do Niemiec w roku 1900 pracował na lądzie do czasu objęcia funkcji drugiego oficera artylerii na pancerniku „Kaiser Wilhelm II”. Jego kariera nabrała tempa, kiedy został przydzielony do sztabu księcia admirała Heinricha von Preussen, gdzie wysoko oceniano jego pracę. W 1908 awansowano go do stopnia komandora podporucznika. Od 1909 pracował w berlińskim Urzędzie Marynarki Rzeszy, gdzie jego talenty dostrzegł wielki admirał Alfred von Tirpitz.

## Służba na SMS Emden
W maju 1913 Karl von Müller został mianowany dowódcą krążownika SMS „Emden”. Lekki krążownik „Emden”, o wyporności 3592 ton i długości 118 m, został wybudowany w Cesarskiej Stoczni w Gdańsku. Zwodowano go w roku 1908, a do służby wszedł w 1909. Jego uzbrojenie stanowiło 10 dział kalibru 105 mm. Załoga tego okrętu liczyła przeciętnie 361 osób. Mógł on rozwinąć prędkość 24 węzłów.
SMS „Emden” wchodził w skład Niemieckiej Eskadry Dalekiego Wschodu, dowodzonej przez wiceadmirała Maximiliana von Spee. Baza Niemieckiej Eskadry Wschodnioazjatyckiej mieściła się w Qingdao, na terenie niemieckiej kolonii Kiaoczou we wschodnich Chinach, na Półwyspie Szantuńskim.
Przed wybuchem wojny dowodzący Emdenem Karl von Müller odniósł sukces w czasie dwumiesięcznej misji na rzece Jangcy. Wykazał się inicjatywą i umiejętnościami, ostrzeliwując zbuntowane forty w Nankinie, za co został uhonorowany Królewskim Pruskim Orderem Korony III klasy z mieczami.

## I wojna światowa

### Początkowe działania
Gdy wybuchła wojna, SMS „Emden” jako jedyny z krążowników Eskadry Wschodnioazjatyckiej znajdował się w pobliżu Jiaozhou. 31 lipca 1914 opuścił Qingdao, kierując się na Morze Japońskie. 1 sierpnia Cesarstwo Niemieckie wypowiedziało wojnę Rosji, o czym Karl von Müller poinformował swoją załogę. 4 sierpnia w pobliżu Cuszimy na wodach Cieśniny Koreańskiej załoga „Emdena” opanowała rosyjski parowiec „Riazań”.
Nieco wcześniej, kiedy Maximilian von Spee otrzymał ze sztabu marynarki wojennej informację, iż wybuch wojny z Ententą jest wielce prawdopodobny, rozkazał, by „Emden” dołączył do jego eskadry przy wyspie Pagan w archipelagu Marianów. Graf Spee nie chciał, by w razie wybuchu wojny któryś z jego krążowników wracał do Qingdao, ponieważ uważał, że tej bazy nie da się obronić, w szczególności, jeśli do walki po stronie Trójporozumienia przystąpiłaby Japonia.
3 sierpnia Niemcy wypowiedziały wojnę Francji, a dzień później Wielka Brytania wypowiedziała wojnę cesarstwu Wilhelma II. Jednocześnie przed Karlem von Müllerem otworzyła się możliwość, by zdobyty parowiec „Riazań” wcielić do niemieckiej floty, jednak żeby to zrobić, należało odpowiednio wyposażyć rosyjską jednostkę, a tego można było dokonać jedynie w Qingdao. Dowódca Emdena stanął przed ważną decyzją: zawinąć do portu Qingdao i ryzykując konfrontację z siłami Royal Navy zmodyfikować „Riazań” na potrzeby niemieckie, czy niezwłocznie płynąć na spotkanie z wiceadmirałem von Spee na Pagan. Komandor porucznik von Müller wybrał pierwszy wariant. „Emden” odprowadził zdobyczny parowiec do Qingdao, w efekcie czego „Riazań” 7 sierpnia zasilił Kaiserliche Marine jako krążownik pomocniczy „Cormoran II”. Tymczasem ładownie „Emdena” wyładowano węglem, a jego załogę zwiększono do prawie 400 ludzi, wśród których znalazło się m.in. trzech chińskich praczy. Gdy 6 sierpnia SMS „Emden” wypływał z Qingdao, zespół muzyczny na jego pokładzie grał niemiecką pieśń patriotyczną Straż na Renie.
12 sierpnia u brzegu wyspy Pagan „Emden” spotkał się z pozostałymi okrętami Eskadry Wschodnioazjatyckiej. Podczas narady dowódców krążowników Karl von Müller zasugerował Maximilianowi von Spee, że chętnie odłączyłby się ze swoim okrętem od głównych sił eskadry i popłynął na Ocean Indyjski, by tam prowadzić działalność korsarską i paraliżować szlaki handlowe sprzymierzonych. Von Müller obawiał się, iż skoncentrowane okręty Eskadry Wschodnioazjatyckiej wspólnie przemierzające Pacyfik mogą wyrządzić przeciwnikowi niewiele szkód i kłopotu. Obecność niemieckiego krążownika na Oceanie Indyjskim mocniej pokrzyżowałaby aliantom szyki. Jednocześnie przekonywał, że uzupełnianie na tamtejszych wodach zapasów węgla przez pojedynczy okręt nie powinno rodzić wielkich trudności. Propozycja von Müllera przemawiała do innych dowódców, a sam Maximilian von Spee obiecał się do niej ustosunkować. Wkrótce nadeszła pomyślna dla dowódcy „Emdena” odpowiedź wiceadmirała:

Zostaje Panu niniejszym przydzielona „Markomannia”, z którą zostanie Pan odłączony [od eskadry] z zadaniem przedostania się na Ocean Indyjski i prowadzenia wojny krążowniczej najlepiej jak Pan potrafi...(...)

14 sierpnia SMS „Emden” wraz z węglowcem „Markomannia” odłączył się ostatecznie od pozostałych okrętów Eskadry Wschodnioazjatyckiej, biorąc kurs na południe.

### Sukcesy
Po dotarciu na Ocean Indyjski SMS „Emden” odnosił wielkie sukcesy, zatapiając liczne jednostki ententy. Statki sprzymierzonych zwykle nie były zatapiane ostrzałem z dużej odległości. Najczęściej zatrzymywano je, po czym niemiecki oficer wraz z kilkoma ludźmi wkraczali na pokład takiej jednostki i przygotowywali ją do zatopienia. Jeśli na pokładzie były zapasy węgla, żywności, lekarstw czy części zamiennych, wówczas Niemcy te zasoby przejmowali. Przed zatopieniem statku przeokrętowywano także jego załogę. Załoga „Emdena” zatopiła w ten sposób wiele brytyjskich jednostek – np. Lovat (11 września 1914), Killin 13 września, Foyle (27 września) oraz pogłębiarkę) Ponrabbel (16 października), czy parowce: Trabboch (14 września), Benmohr (16 października) i Chilkana (19 października). Jednak niektórych statków ludzie Karla von Müllera nie zatapiali, lecz zabierali ze sobą, by funkcjonowały jako węglowce lub jednostki pomocnicze. Taki los spotkał np. Exford i Buresk, na którego pokładzie znaleziono 6000 ton walijskiego węgla wysokiej jakości. Załogi zatapianych statków były dobrze traktowane przez Niemców. Kiedy było to możliwe, ładowano jeńców na jakiś przejęty statek i zwalniano, by wrócili do swoich – przykładem może być wypuszczenie St. Egbert’a, który wyładowany Brytyjczykami odpłynął w stronę Cochin. Jeńcy odprawieni przy innej okazji na pokładzie Gryfevale w kierunku Colombo wręcz wiwatowali na cześć marynarzy z Emdena, w podzięce za dobre traktowanie. Pewnego razu zdarzyło się też, iż Karl von Müller zapłacił kapitanowi norweskiego parowca Dovre, by ten przetransportował załogę zatopionego 14 września statku Clan Matheson do Rangunu.
22 września 1914 „Emden” zbliżył się do miasta Madras na wschodnim wybrzeżu Półwyspu Indyjskiego i otworzył ogień w kierunku brytyjskich urządzeń portowych. W ciągu 10 minut niemiecki krążownik wystrzelił 130 pocisków. Trafionych zostało pięć zbiorników na ropę naftową. Dwa z nich zajęły się ogniem, w efekcie czego spłonęło blisko 2 mln litrów ropy. Ponadto uszkodzony został parowiec „Chupra”. Chociaż kapitan von Müller starał się prowadzić ostrzał w taki sposób, by pociski nie zagrażały obecnym na lądzie cywilom, to jednak pięć osób zostało zabitych, a kilkanaście odniosło rany. Udany rajd „Emdena” na port Madras był ciosem w prestiż Royal Navy i znacząco zakłócił ruch statków w Zatoce Bengalskiej.
Dzięki swoim osiągnięciom korsarskim „Emden” zyskał złą sławę w marynarkach handlowych państw sprzymierzonych. W obawie przed spotkaniem z nim 40 statków obawiało się na początku października wyjść w morze z portu w Kalkucie.
Tymczasem Karl von Müller zdecydował, że trzeba uzupełnić zapasy żywności i przeprowadzić na okręcie prace konserwacyjne. W tym celu 9 października zakotwiczono przy będącej we władaniu Brytyjczyków wyspie Diego Garcia. Jej mieszkańcy nie wiedzieli do tej pory o wybuchu wojny, udzielili więc Niemcom gościny i poczęstowali ich jedzeniem. Po dwóch dniach SMS „Emden” opuścił wyspę, kierując się w rejon na zachód od Cejlonu.
Aby zmylić nieprzyjaciela, na pokładzie „Emdena” często ustawiano replikę czwartego komina, co upodabniało niemiecką jednostkę do brytyjskich krążowników. Ten maskujący zabieg wykonano także 28 października 1914, zbliżając się do portu na wyspie Penang, dzięki czemu nie niepokojony „Emden” zdołał zbliżyć się na 350 m do zacumowanego tu rosyjskiego lekkiego krążownika „Żemczug”.
„Emden” zaatakował rosyjski okręt torpedami i ogniem swoich dział. Unieruchomiony przy nabrzeżu „Żemczug”, którego kotły były wygaszone, prawie się nie bronił i wkrótce osiadł na dnie. Opuszczając Penang SMS „Emden” starł się jeszcze z powracającym z patrolu francuskim niszczycielem „Mousquet”, który także został szybko zatopiony. Również z tej potyczki „Emden” wyszedł nieuszkodzony. Jego załoga wyłowiła z wody 36 francuskich rozbitków, których potem przeokrętowano na zatrzymany 30 października brytyjski parowiec „Newburn” z poleceniem odstawienia rannych do szpitala na Sumatrze. „Emden” obrał natomiast kurs na Wyspy Kokosowe. Po bitwie pod Penangiem okrętu komandora porucznika von Müllera poszukiwało już 18 jednostek alianckich.

## Ostatnia bitwa Emdena
Na początku listopada komandor porucznik von Müller postanowił zaatakować brytyjską radiostację na Wyspach Kokosowych.
Rankiem 9 listopada SMS „Emden” zakotwiczył w pobliżu wyspy Direction Island, należącej do wchodzącego w skład Wysp Kokosowych atolu Południowych Wysp Keelinga. Dla utrudnienia identyfikacji niemieckiej jednostki, na okręcie postawiono czwarty, fałszywy komin. Złożony z 3 oficerów i 44 marynarzy oddział desantowy pod dowództwem komandora podporucznika Hellmutha von Mücke zszedł na ląd z zadaniem zniszczenia stacji radiotelegrafu w Port Refuge i, w miarę możliwości, przecięcia komunikacyjnych kabli podmorskich, wiodących do Australii, Południowej Afryki i Indii Holenderskich. Celem tej akcji było według Karla von Müllera zakłócenie alianckiej żeglugi do i z Australii oraz wywołanie u sprzymierzonych wrażenia, iż „Emden” kieruje się na wody okalające Australię od zachodu i południa. Niemiecki dowódca miał nadzieję, że spowoduje to przesunięcie z Oceanu Indyjskiego części alianckich krążowników polujących na jego okręt.
Załoga zaatakowanej stacji radiotelegraficznej wysłała informację o zagrożeniu zarówno przez kable, jak i przy użyciu radiotelegrafu. Mimo podjętych prób, marynarzom z „Emdena” nie udało się zagłuszyć komunikatu radiowego. Brytyjski meldunek przechwycił HMAS „Melbourne”, należący eskorty do składającego się z 38 statków konwoju, wiozącego żołnierzy ANZAC. Od konwoju znajdującego się w tym czasie ok. 50 mil na północ od Port Refuge niezwłocznie odłączono inny lekki krążownik eskorty – HMAS „Sydney”, który z maksymalną prędkością podążył w kierunku Wysp Kokosowych, na spotkanie SMS „Emden”.
Karl von Müller nie wiedział, czy apel o pomoc wysłany przez brytyjską obsługę telegrafu okaże się skuteczny, ale spodziewał się, że najbliższe wrogie okręty znajdują się co najmniej 200-250 mil od atolu Południowych Wysp Keelinga. W tej niepewnej sytuacji wydał rozkaz by załoga Emdena przygotowała się do przeładowywania węgla z węglowca Buresk. Rozkaz ten został jednak później odwołany. Kiedy około godziny 9 na horyzoncie pojawił się dowodzony przez komandora Johna C. T. Glossopa HMAS Sydney, wezwano oddział komandora podporucznika von Mückego do natychmiastowego powrotu. Oddział desantowy, któremu udało się zniszczyć radiostację, nie zdołał dostatecznie szybko powrócić na macierzysty okręt, toteż SMS Emden odpłynął bez niego około 9:30.
O 9:40 Niemcy otworzyli ogień, rozpoczynając tym samym bitwę z HMAS „Sydney”. Początkowo SMS Emden zaliczył kilka udanych trafień, ale wkrótce przewagę uzyskał Sydney, który był szybszy, lepiej opancerzony i wyposażony w działa większego kalibru. Większy zasięg dział umożliwiał ponadto Australijczykom pozostawanie w trakcie walki poza zasięgiem pocisków przeciwnika. W tej trudnej sytuacji Karl von Müller chciał poprzez skuteczny ostrzał na tyle spowolnić HMAS Sydney by móc go następnie zaatakować torpedami, ale tego planu nie udało się zrealizować.
W ciągu 80 minut walki SMS „Emden” został trafiony przeszło 100 razy. W efekcie, niemiecki okręt był bardzo mocno uszkodzony. Zniszczone zostały m.in. wszystkie trzy kominy, przedni maszt i wyrzutnie torped. „Emden” płonął, a o godzinie 11 jego działa ostatecznie zamilkły. Było jasne, że bitwa jest przegrana, a „Emdena” nie da się uratować, więc komandor porucznik von Müller zdecydował o osadzeniu zniszczonego krążownika na rafie koralowej. Udało się tego dokonać ok. 11:15 u wybrzeży Północnej Wyspy Keelinga. Osadzenie okrętu na mieliźnie miało w zamyśle dowódcy dać załodze szanse na uratowanie się. Ponieważ Sydney kontynuował ostrzał, Karl von Müller zezwolił, by obecni na pokładzie „Emdena” marynarze skakali do wody i wpław płynęli do wyspy.
Tymczasem australijski okręt oddalił się by dopaść węglowiec Buresk, który pojawił się na horyzoncie. Po tym jak członkowie załogi Buresk ok. godziny 13 samodzielnie zatopili swój statek, by nie wpadł on w ręce aliantów, „Sydney” wrócił do „Emdena”. Ponieważ na niemieckim okręcie wciąż powiewała bandera wojenna, Australijczycy wznowili ostrzał do czasu, aż Niemcy wywiesili w jej miejsce białą flagę. Sydney wysłał Niemcom wiadomość, iż wróci po nich następnego dnia rano. Załoga australijskiego krążownika zostawiła rozbitkom paczki z medykamentami.
Kiedy rankiem 10 listopada HMAS Sydney pojawił się przy Północnej Wyspie Keelinga by podjąć rozbitków, Karl von Müller musiał dać słowo, że nikt z jego ludzi nie uczyni nic wrogiego przeciwko australijskiemu krążownikowi i jego załodze. Niemcy, którzy przeżyli bitwę z poprzedniego dnia, trafili do niewoli. Komandor porucznik von Müller jako ostatnio opuścił wrak SMS Emden. 11 listopada 1914, po podjęciu rozbitków zarówno z wraku, jak i z Północnej Wyspy Keelinga, HMAS Sydney popłynął do Kolombo.
Bitwa u wybrzeży Wysp Kokosowych była pierwszym w historii starciem morskim z udziałem okrętu australijskiego.

### Straty
W bitwie koło Wysp Kokosowych spośród członków załogi Emdena zginęły 134 osoby, a 65 zostało rannych. Na pokładzie HMAS Sydney, który został trafiony ok. 10 razy, poległy 4 osoby, a rany odniosło 12.

### Wnioski von Müllera
Karl von Müller ocenił, iż głównymi przyczynami porażki Emdena w konfrontacji z Sydney były:
- większa skuteczność australijskich dział 152 mm niż niemieckich 105 mm,
- lepsze opancerzenie HMAS Sydney,
- większa o ok. 2000 ton masa krążownika australijskiego, dzięki której bardziej stabilnie szedł przez fale, co ułatwiało jego załodze celowanie.

## Podsumowanie aktywności wojennej
W ciągu trzech miesięcy początkowego okresu wojny dowodzony przez Karla von Müllera krążownik SMS Emden zatrzymał 24 handlowe statki parowe. 16 spośród nich, o łącznym tonażu 70 825 BRT posłał na dno. Okręt ten istotnie zakłócił aliancką żeglugę handlową na Oceanie Indyjskim a jego poszukiwania znacząco angażowały siły Royal Navy. Epopeję Emdena śledzono w Cesarstwie Niemieckim i w Wielkiej Brytanii. W obu krajach podziw budziło rozsądne dowodzenie i odwaga komandora porucznika von Müllera.
Przychylność brytyjskiej opinii publicznej dla dowódcy Emdena wynikała z tego, jak przyzwoicie traktował on załogi zatrzymywanych bądź zatapianych statków. Jak można było przeczytać w gazecie „The Daily Telegraph”:

(...) Nie ma ocalonego [z zatopionego lub przejętego statku], który nie mówiłby dobrze o tym młodym Niemcu, o oficerach [służących] pod nim i o załodze, posłusznej jego rozkazom.

Spośród marynarzy obecnych na pokładach statków, które Emden zatrzymał lub zatopił, nie zginęła ani jedna osoba. Jedyne cywilne ofiary tego krążownika straciły życie podczas ostrzału urządzeń portowych w Madras, pomimo iż Niemcy starali się prowadzić ogień w taki sposób, by nie zagrażał on cywilom.
Karl von Müller uważał, że na wojnie człowiek powinien pozostać dżentelmenem, w trakcie walki zachowując właściwą kulturę i maniery. Dlatego dowodząc okrętem postępował honorowo i trzymał się reguł prawa wojennego. Szlachetną postawę komandora porucznika von Müllera pochwalił m.in. „The Times”:

Gdyby wszyscy Niemcy walczyli tak jak kapitan „Emdena”, naród niemiecki nie byłby dziś potępiany przez cały świat.

Dowódca SMS Emden umiał też zadbać o własnych ludzi. Kiedy udało im się przejąć statek wyładowany piwem i mydłem, znaczną część tych towarów przeładowano na pokład, na potrzeby załogi Emdena. Dopiero potem zatopiono zatrzymaną jednostkę.

## W niewoli i po wojnie
Po przegranej bitwie u wybrzeży Wysp Kokosowych Karl von Müller został internowany. Początkowo więziono go na Malcie, a następnie, w październiku 1916 został przeniesiony do Anglii. W tamtejszym więzieniu nadzorował budowę tunelu, przez który w 1917 uciekł wraz z 20 innymi jeńcami wojennymi. Jednak po kilku godzinach został złapany i ponownie uwięziony.
Angielski klimat powodował nasilenie malarii, z którą von Müller zmagał się od czasu służby w Niemieckiej Afryce Wschodniej. Z tego względu, w ramach humanitarnej wymiany jeńców, przeniesiono go do Holandii, gdzie został otoczony opieką medyczną. W październiku 1918 repatriowano go do Niemiec.
19 marca 1918 Karl von Müller otrzymał order wojskowy Pour le Mérite. Został też niebawem awansowany do stopnia komandora. W 1919 z przyczyn zdrowotnych odszedł z marynarki wojennej.
Po 1919 zamieszkał w Blankenburg (Harz). Wstąpił do Niemieckiej Narodowej Partii Ludowej i został deputowanym brunszwickiego Landtagu.
25 czerwca 1920 ożenił się w Halberstadt z Juttą von Hanstein, z którą miał dwie córki. W ostatnich latach życia komandor von Müller martwił się o pomyślność żyjących członków załogi Emdena. Sam prowadził skromne życie i odrzucał większość propozycji publicznego opowiadania o swoich wojennych losach. Na pytanie, dlaczego nie napisał wspomnień, odparł:

Nie mógłbym się oprzeć uczuciu, że zbijam pieniądze na krwi moich towarzyszy.

Komandor Karl von Müller zmarł nagle 11 marca 1923, po krótkiej, lecz ciężkiej chorobie, w Brunszwiku. Być może jego śmierć przyspieszyły pojawiające się często nawroty malarii.

## Odznaczenia
Odznaczenia komandora von Müllera to między innymi:
- Order Orła Czerwonego IV klasy z koroną (Prusy)
- Order Królewski Korony III klasy z mieczami (Prusy)
- Odznaka za Służbę Wojskową (Prusy)
- Kawaler I klasy Orderu Alberta z koroną (Saksonia)
- Komandor Orderu Franciszka Józefa (Austro-Węgry)
- Order Świętej Anny III klasy (Imperium Rosyjskie)

### Dotyczące bezpośrednio Karla von Müllera
- https://archive.is/20130429062512/http://www.deutsche-schutzgebiete.de/karl_von_mueller.htm (niem.)
- John M. Taylor, Karl Friedrich Max von Muller: Captain of the Emden During World War I; Originally published by MHQ magazine. Published Online: May 17, 2007 (ang.)
- http://www.gwpda.org/bio/m/mullerk.html (ang.)
- Norman Carless, Karl Friedrich Max von Muller – Officer and Gentleman; tekst opublikowany 09.11.2010 r. (ang.)
- GERMAN CRUISER EMDEN DESTROYED; tekst opublikowany w The New York Times dn. 11.11.1914 r., Copyright: The New York Times (ang.)

### Dotyczące losów do okrętu SMS Emden
- http://www.deutsche-schutzgebiete.de/sms_emden_1.htm (niem.)
- http://www.worldwar1.co.uk/emden.html (ang.)
- Rickard, J (26 September 2007), SMS Emden, http://www.historyofwar.org/articles/weapons_SMS_Emden.html (ang.)

### Dotyczące starcia Emdena z HMAS Sydney
- HMAS SYDNEY v SMS EMDEN ACTION – 9 NOVEMBER 1914; Edited by Gordon Smith, Naval-History.net (ang.)
- The German official account of the Sydney-Emden fight (taken from Captain von Muller’s report to the German Admiralty); tekst dostępny w języku angielskim (jest tam też jego oryginalna, niemiecka wersja) na niemieckojęzycznej stronie http://www.fregatte-emden.de/

### Pozostałe
- Rickard, J (27 September 2007), Madras raid, 22 September 1914, http://www.historyofwar.org/articles/raid_madras.html (ang.)
- Rickard, J (27 September 2007), Penang Raid, 28 October 1914, http://www.historyofwar.org/articles/raid_penang.html (ang.)
- BRITISH MERCHANT SHIPS LOST to ENEMY ACTION Part 1 of 3 – Years 1914, 1915, 1916 in date order, from the original and uncorrected „British Vessels Lost at Sea, 1914–1918”, published by HMSO, 1919; wykaz dostępny na stronie http://www.naval-history.net/ (ang.)
- IMPERIAL GERMAN NAVY – AWARDS of POUR LE MERITÉ; Edited by Gordon Smith, Naval-History.net (ang.)